# Cardet
Cardet es un pequeño núcleo de población perteneciente al municipio Valle de Bohí. Está situado en la orilla derecha del Noguera de Tor. Según datos de 2008 su población era de 13 habitantes.

## Historia
Aparece citado por primera vez en documentos de 1096. Tenía un castillo que en 1157 fue entregado en donación por Bernat d'Erill al monasterio de Lavaix, quien mantuvo la jurisdicción del lugar hasta el fin de las señorías.

## Cultura
En un extremo del pueblo se encuentra la Iglesia de Santa María de Cardet, construcción románica del siglo XII.
Cardet celebra su fiesta mayor el 15 de agosto. El 8 de septiembre tiene lugar la fiesta pequeña.

## Economía
La principal actividad económica es la ganadería con rebaños trashumantes.